# Vorup
Vorup (V[å]rup) er en bydel i Randers, der er placeret sydvest for Gudenåen og vest for bydelen Kristrup.
Vorup udgør sammen med Kristrup, Paderup, Romalt og Haslund den sydlige del af Randers.
Bydelen er bl.a. kendt for sin rivalisering med den nærliggende bydel Kristrup, hvilket dog ligger en del år tilbage og forhåbentlig ikke længere eksisterer i dag iblandt oplyste Vorup-borgere.[kilde mangler]
Bydelens fodboldhold, Vorup fB, spillede i en kort periode i anden halvdel af 1990'erne i 2. division, hvor holdet bl.a. havde flere velbesøgte lokalopgør mod Randers Freja.
|  | Denne artikel om lokaliteten Vorup kan blive bedre, hvis der indsættes et (bedre) billede. Du kan hjælpe ved at afsøge Wikimedia Commons for et passende billede eller lægge et op på Wikimedia Commons med en af de tilladte licenser og indsætte det i artiklen. |

56°26′57″N 10°2′24″Ø / 56.44917°N 10.04000°Ø